# Formatie (dammen)
Een formatie in de damsport heeft als doel om op het goede moment met een ruil actief voort te zetten.  De bekendste formaties worden hieronder besproken.

## Klaverblaadje
Een formatie van schijven op 25, 30 en 35 met een relatief passief karakter omdat wit er meestal alleen mee naar achteren kan ruilen.

## Olympische formatie
Een formatie van schijven op 34, 35, 40 en 45 waarvan de essentie is dat wit met 34-29 of 34-30 naar voren kan ruilen.

## Tsjizjov-kanon
Een formatie van schijven op 27, 31, 32, 36, 37 en 38 (en vaak ook op 28, 33 en 39) waarvan de essentie is dat wit op het goede moment met 27-21 of 27-22 een sterke (vaak meervoudige) ruil neemt. 

## Piramide van Drenth
Een formatie van schijven op 38, 42, 43, 47, 48 en 49 met een sterk verdedigend karakter. 